# Kup (Ungarn)
Kup ist eine Gemeinde im Kreis Pápa, der im Komitat Veszprém im Westen Ungarns liegt. Die Einwohnerzahl beträgt ungefähr 460 (Stand 2011), die Fläche 24,78 km².

## Lage
Die Gemeinde liegt am Rand des Bakonywaldes. Durch den Ort fließt der Fluss Bittva, der in den Marcal mündet. In der Umgebung liegen die Ortschaften Nóráp, Pápakovácsi, Pápasalamon, Bakonypölöske, Dáka, Ganna und Döbrönte. Die Stadt Pápa ist 11 Kilometer entfernt.

## Geschichte
Archäologische Funde belegen, dass bereits in der Jungsteinzeit Menschen in dieser Gegend lebten. Der Ort selbst wurde zum ersten Mal im Jahr 1240 in einer Urkunde schriftlich erwähnt.

## Infrastruktur
Vor Ort gibt es eine Post, Kindergarten, Bücherei, Bürgermeisteramt, eine Arztpraxis, ein Kulturhaus sowie eine reformierte und eine römisch-katholische Kirche.
Wirtschaftlich ist die Gemeinde geprägt durch Landwirtschaft, Viehzucht und Weinbau. Seit 1968 gibt es eine Aluminium- und Eisengießerei.

## Sehenswürdigkeiten
- Reformierte Kirche (erbaut 1749, Barock)
- Römisch-katholische Kirche Szent György (erbaut 1842, Klassizismus)

## Verkehr
Durch Kup verläuft die Landstraße Nr. 8402. Der nächstgelegene Bahnhof befindet sich nördlich in der Stadt Pápa.